# Tim Bright (Leichtathlet)
Timothy „Tim“ William Bright (* 28. Juli 1960 in Taft, Kalifornien) ist ein ehemaliger Leichtathlet aus den Vereinigten Staaten, der im Stabhochsprung und im Zehnkampf aktiv war.

## Sportliche Karriere
Bei den Olympischen Spielen 1984 in Los Angeles waren drei Zehnkämpfer aus den Vereinigten Staaten dabei. John Crist wurde Sechster, Jim Wooding wurde Siebter und Tim Bright wurde mit 7862 Punkten Zwölfter, wobei er im Stabhochsprung mit 5,40 Meter seine beste Einzelleistung bot. 1985 bei der Universiade in Kōbe belegte er mit 5,20 Meter den sechsten Platz im Stabhochsprung. 1987 trat Bright im Zehnkampf bei den Weltmeisterschaften in Rom an, brach den Wettkampf aber nach seinem Stabhochsprung von 5,40 Meter ab. 1988 bei den Olympischen Spielen 1988 in Seoul belegte Bright mit seiner persönlichen Karriere-Bestleistung von 8216 Punkten den siebten Platz und war damit bester Zehnkämpfer aus den Vereinigten Staaten. Seine 5,70 Meter im Stabhochsprung waren die bis dahin beste Leistung in einem Zehnkampf und wurden 1996 von dem Franzosen Jean Galfione übertroffen.
Ab 1989 konzentrierte sich Bright weitgehend auf den Stabhochsprung. 1990 belegte er mit 5,77 Meter den dritten Platz bei den Goodwill Games in Seattle. 1991 bei den Weltmeisterschaften in Tokio erreichte Bright als einziger Springer aus den Vereinigten Staaten das Finale und belegte mit 5,75 Meter den sechsten Platz. Im Jahr darauf bei den Olympischen Spielen in Barcelona überstand Bright mit 5,60 Meter die Qualifikation. Im Finale gelang ihm kein gültiger Sprung bei seiner Anfangshöhe von 5,55 Meter. Bright blieb noch bis 1997 als Stabhochspringer aktiv und wurde dann Trainer.

## Bestleistungen
- Stabhochsprung: 5,82 Meter am 10. Juli 1990 in Nizza
- Zehnkampf: 8216 Punkte am 28./29. September 1988 in Seoul